# August Theodor Blanche

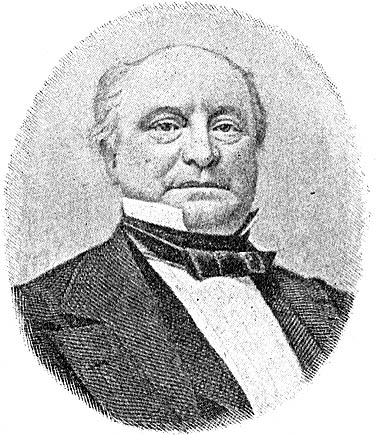
August Theodor Blanche

August Theodor Blanche (* 17. September 1811 in Stockholm; † 30. November 1868 ebenda) war ein schwedischer Schriftsteller.

## Leben
Blanche studierte an der Universität Uppsala Rechtswissenschaften und legte 1838 das Kandidatenexamen ab. Nach kurzer Tätigkeit im Staatsdienst trat er in die Redaktion der liberalen Zeitschrift Freja ein, wo er ab 1842 Chefredakteur war. Seit 1853 wandte er sich endgültig der Literatur zu. Vorher hatte er seinen Ruf durch eine Reihe von Komödien, wie Hittelbarnet (1847), Rika Morbror (1845) und En tragedi i Wimmerby (1848) begründet.
Blanche zählte seinerzeit auch zu den beliebtesten schwedischen Erzählern, seine Romane sind auch meist ins Deutsche übersetzt worden. Seine Bilder ur verkligheten, die er seit 1857 in der Illustrerad Tidning veröffentlichte, entlehnen ihren Stoff aus dem Stockholmer Volksleben (als Buch 4 Bände 1863–1865, Stockholm).
Blanche war auch politisch aktiv. 1859/60, 1862/63 und 1865/66 war er Mitglied des Bürgerstandes im Schwedischen Ständereichstag. Hier setzte er sich erfolgreich für die Umwandlung des ständischen Vier-Kammer-Reichstages in ein repräsentatives Zweikammerparlament. 1867 und nochmals 1868 wurde er als Abgeordneter des Wahlkreises Stockholm in die zweite Kammer des neuen Reichstags gewählt.

## Werke
- Läkaren (1845)
- Rika Morbror (1845)
- Engelbrekt och hans Dalkarlar (1846)
- Järnbäraren (1846)
- Flickan i Stadsgården (1847)
- Hittelbarnet (1847)
- Vålnaden (4 Bde., 1847)
- Banditen (1848)
- En tragedi i Wimmerby (1848)
- Sonen af Söder och Nord (2 Bde., 1851)
- Taflor och berättelser ur Stockholms lifvet (1856–1857)
- Berättelser af Klockaren i Danderyd (1856) (deutsch: Erzählungen des Küsters von Dandery. Leipzig 1876)